# Cratere Petrov
Petrov è un cratere lunare di 55,44 km situato nella parte sud-orientale della faccia visibile della Luna.